# Louise-Julie-Constance de Brionne
Louise-Julie-Constance de Brionne, född 1734, död 1815, är känd som älskarinna till kung Ludvig XV av Frankrike. 
Hon var dotter till Charles de Rohan, prins av Montauban (1693-1766) och Éléonore Eugénie de Béthisy (1707-1757). Hon gifte sig 1748 med greve Louis de Lorraine-Brionne (d. 1761). de Brionne ingick i kretsen kring Madame de Pompadour vid hovet. Hon omtalas ofta i dåtidens memoarer och dagböcker som en av kungens inofficiella älskarinnor. I verkligheten tycks hon snarare ha varit en personlig vän till kungen utan att ha ett sexuellt förhållande med honom, och ingick ofta i hans privata vänkrets. 
Hon hade genom sin rang en framträdande roll vid hovet och deltog ofta i hovlivet, där hon ofta omtalas i olika historiska händelser. År 1768-70 ingick hon i kretsen kring Beatrix de Gramont i dennas kampanj mot Madame Dubarry.
Hon var mätress till minister Etienne François de Choiseul från 1770, följde honom i hans exil 1772 och var en av arvtagarna i hans testamente. Hon flydde utomlands under franska revolutionen och fick då bidrag av den tyske-romerske kejsaren.  